# Escorxador cuallarg
L'escorxador cuallarg o botxí schach (Lanius schach) és una espècie d'ocell de la família dels lànids (Laniidae) que habita zones obertes i garrigues d'Àsia meridional i Oriental, des de Turkmenistan, Uzbekistan, Afganistan i est d'iran, cap a l'est, pel sud de l'Himàlaia, a través de l'Índia i Indoxina fins a la Xina oriental, Taiwan, Hainan, Filipines i a través de moltes illes d'Indonèsia fins Nova Guinea.